# Casal d'Arellano
El Casal d'Arellano fou una antiga i il·lustre família navarro-castellana, els membres de la qual van exercir un lloc prominent a la història d'Espanya, i figuren eminentment a la Orde de Sant Jaume i a la Orde de Calatrava. Aquesta casa noble deu el seu cognom a Don Sanç Sánchez, senyor de la vila d'Arellano. Els títols nobiliaris més importants dels Arellano van ser el Senyoriu de Cameros, el Comtat d'Aguilar de Inestrillas, la Grandesa de Castella i el Marquesat d'Arellano.  Del Casal d'Arellano descendeixen algunes famílies concentrades a Espanya, Xile i Veneçuela.

## Genealogia del Casal d'Arellano, Grans de Castella

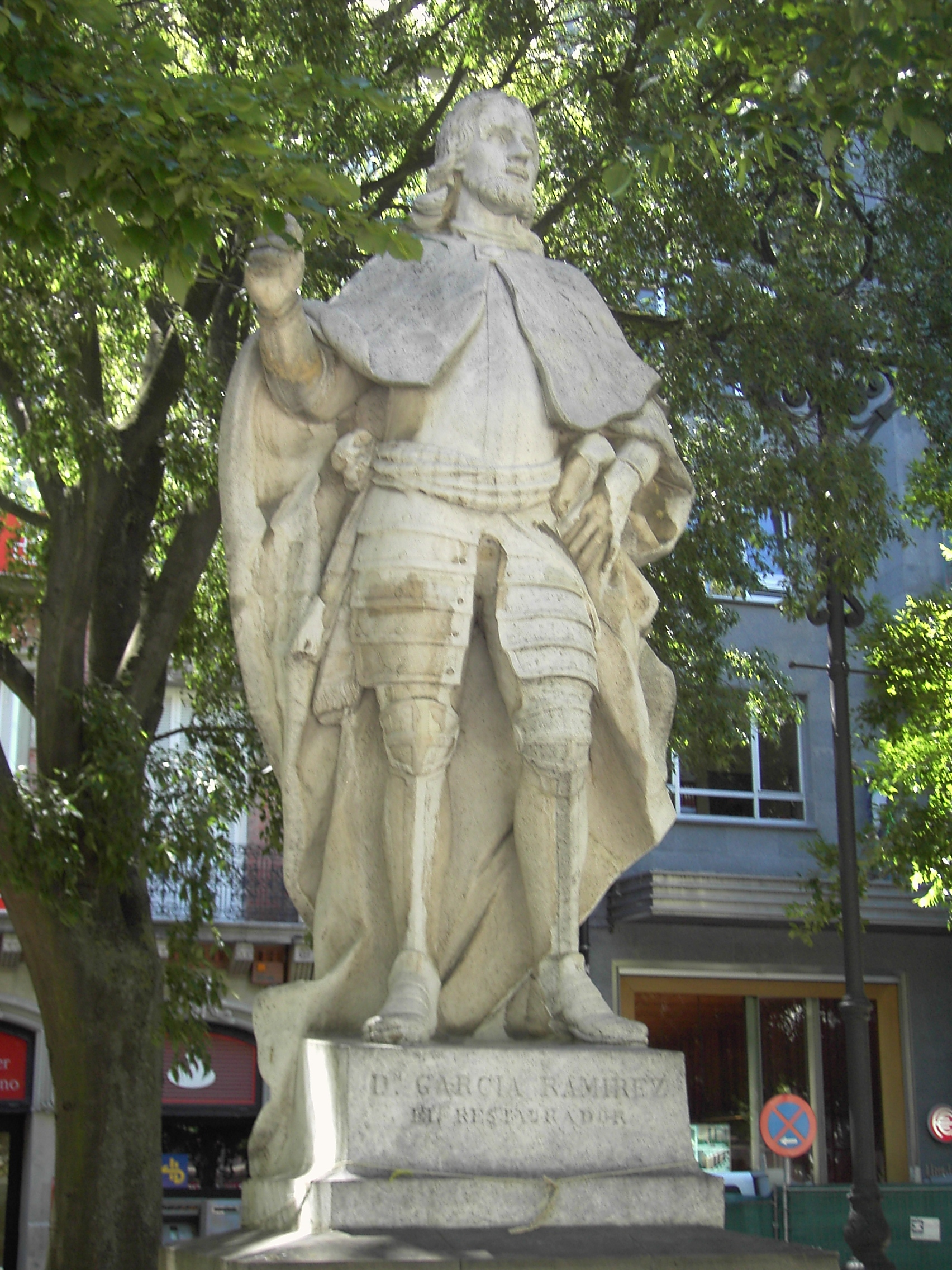
Estàtua de García Ramires de Pamplona, Rei de Navarra

Els Arellano son d'ascendència reial. El seu tronc genealògic correspon a Don Sanç Ramírez (avi), qui va ser Rei d'Aragó i de Pamplona, pare de Ramir Sánchez de Pamplona, qui al seu torn va ser pare dels germans don Sanç Ramires (net) i Garcia Ramires, Rei de Navarra.
Ramir Sánchez de Pamplona es va casar amb Cristina Rodríguez (filla d'El Cid).
Sanç Ramires (net) es va casar amb Elvira Gómez (filla del Comte Gómez González Salvadorez i de la seva esposa Urraca Díaz, del Casal d'Ansúrez). D'aquesta unió va néixer Sanç Sánchez, primer Senyor de la Vila d'Arellano, prenent com a cognom aquest lloc. Es va estendre fora del territori de Navarra, cap a la resta de la Península Ibèrica i, després, cap Amèrica.
De tots els membres del Casal, destaca Juan Ramírez de Arellano, Senyor d'Arellano i noble de Navarra, qui va rebre el Senyoriu de Cameros l'any 1366 per ajudar el rei Enric II de Castella després de la batalla de Nájera, que va formar part de la Guerra dels Cent Anys Cap a l'any 1475, els Reis Catòlics van concedir el títol de Comte d'Aguilar de Inestrillas a Alonso Ramírez de Arellano, sisè Senyor de Cameros. El rei Felip IV li va concedir la Grandesa de Castella el 4 d'abril de l'any 1640, sent, en aquell temps, Don Juan Ramirez de Arellano y Manrique, el vuitè comte d'Aguilar de Inestrillas. D'aquesta branca dels Senyors de Cameros, a través de don Babilés Ramirez de Arellano, fill de donya Maria Ramirez de Arellano y Manrique de Lara, qui arriba a Xile amb el grup de conqueridors de Francisco de Villagra, descendeix directament la familia Arellano establerta a Santiago de Xile; propietaris del Fundo El Tabo i fundadors del balneari El Tabo, el seu membre més destacat és el economista i polític xilè don José Pablo Arellano Marín. 
Alonso Ramirez de Arellano va ser el primer Comte d'Aguilar de Inestrillas. D'aquesta branca també en va formar part Diego Ramirez de Arellano, nascut l'any 1633, mariner i cosmògraf que va prendre part a les expedicions dels germans Garcia de Nodal a l'estret de Magallanes i va ser qui va descobrir les illes que avui dia porten el seu nomː "Illes Diego Ramirez".

## Descripció de l'escut d'armes
L'escut d'armes de la Casa de Arellano, ha passat per diferents etapes, arribant a 4 escuts diferents entre si, els quals determinen un període i procedència:
Escut Original: Un escut simple, partit per meitat, amb vermell a l'esquerra i blanc a la dreta.
Escut Clàssic: L'escut partit, amb els mateixos colors que l'antic, però amb tres flors de lis, dues a dalt (una a l'esquerra i una altra a el dreta) i una a baix (al centre).
Escut Navarrès: A l'escut clàssic se li afegeix una vora asur i amb altres vuit flors de lis (repartides per la vora).
Escut Aragonés: A diferència de l'escut navarrès, en lloc de les flors de lis, i d'estar partit per la meitat, el substitueixen barres vermelles i plata alternades.

## Monuments i carrers

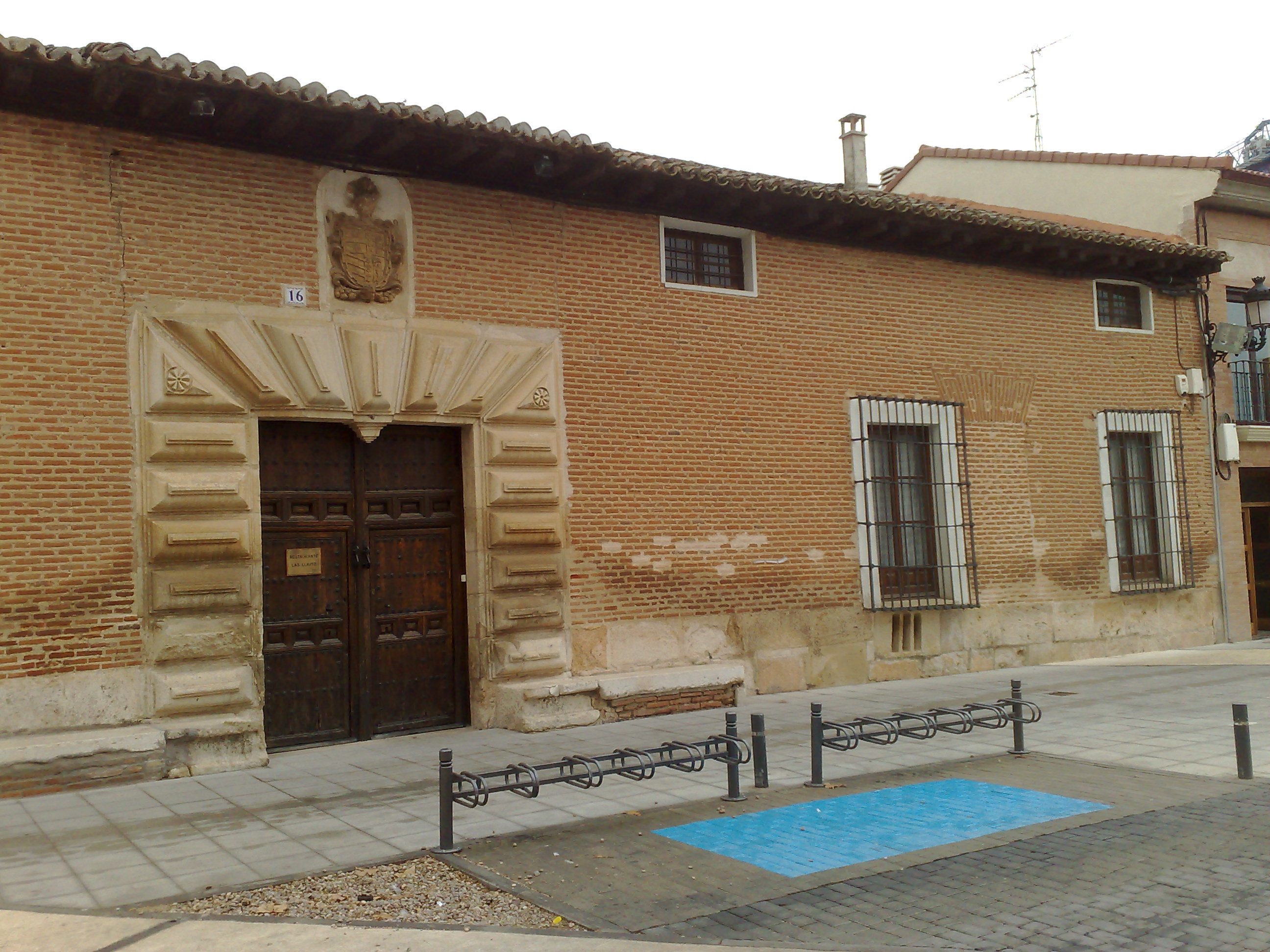
Palau dels Ramirez de Arellano a Marchamalo, Guadalajara.

- Palau dels Arellano. Emplaçat al solar original del Casal d'Arellano, a Arellano, la vila a la qual es deu el seu nom.[2]
- Palau dels Ramirez de Arellano, Guadix. Actual Escola d'Arts de Guadix, al seu frontis es pot apreciar l'escut d'armes del Casal d'Arellano.[3]
- Carrer de Ramirez de Arellano, Madrid.
- Avinguda Ramirez de Arellano, Guaynabo.